# Euphorbioideae
Euphorbioideae, potporodica mlječikovki, biljne porodice u redu malpigijolike. Opisana je 1833. a sastoji se od pet tribusa s mnogo tropskih vrsta.

## Tribusi, podtribusi i rodovi
- Euphorbioideae Beilschm.
  - Euphorbieae Dumort.
    - Anthosteminae G.L.Webster
      - Anthostema A.Juss.
      - Dichostemma Pierre

    - Euphorbiinae Griseb.
      - Euphorbia L.

    - Neoguillauminiinae Croizat
      - Calycopeplus Planch.
      - Neoguillauminia Croizat

  - Hippomaneae A. Juss. ex Spach
    - Carumbiinae Müll.-Arg.
      - Homalanthus A.Juss.

    - Hippomaninae Griseb.
      - Actinostemon Mart. ex Klotzsch
      - Adenopeltis Bertero ex A.Juss.
      - Anomostachys (Baill.) Hurus.
      - Balakata Esser
      - Bonania A.Rich.
      - Colliguaja Molina
      - Conosapium Müll.Arg.
      - Dalembertia Baill.
      - Dendrocousinsia Millsp.
      - Dendrothrix Esser
      - Ditrysinia Raf.
      - Excoecaria L.
      - Falconeria Royle
      - Grimmeodendron Urb.
      - Gymnanthes Sw.
      - Hippomane L.
      - Mabea Aubl.
      - Maprounea Aubl.
      - Microstachys A.Juss.
      - Neoshirakia Esser
      - Pleradenophora Esser
      - Pseudosenefeldera Esser
      - Rhodothyrsus Esser
      - Sapium P.Browne
      - Sclerocroton Hochst.
      - Sebastiania Spreng.
      - Senefeldera Mart.
      - Senefelderopsis Steyerm.
      - Shirakiopsis Esser
      - Spegazziniophytum Esser
      - Spirostachys Sond.
      - Stillingia L.
      - Triadica Lour.

  - Hureae Dumort.
    - Algernonia Baill.
    - Hura L.
    - Ophthalmoblapton Allemão

  - Pachystromateae Reveal
    - Pachystroma Müll.Arg.

  - Stomatocalyceae G.L. Webster
    - Hamilcoa Prain
    - Nealchornea Huber
    - Pimelodendron Hassk.
    - Plagiostyles Pierre